# 이작초등학교
이작초등학교는 대한민국 경상남도 김해시에 있는 초등학교다.

## 연혁
- 1936. 04. 28 생림공립보통학교 부설 안양간이학교 설립
- 1948. 04. 26 이작국민학교 개교
- 1967. 11. 17 이작(도요분교장) 개교
- 1996. 03. 01 이작초등학교로 개명
- 1996. 12. 06 김해시교육청 인성시범학교 운영
- 1998. 03. 01 도요분교장 폐교
- 2008. 11. 06 경상남도교육청 소규모학교군 시범학교 운영
- 2010. 11. 04 경상남도교육청지정 소규모학교 협동교육과정시범학교 운영
- 2013. 03. 01 학력향상형 창의경영학교 지정
- 2013. 11. 15 제26대 이복례 교장 선생님 부임
- 2015. 02. 17 본교 제67회 졸업(총 4,851명 졸업)